# Agonum
Agonum is een geslacht van kevers uit de familie van de loopkevers (Carabidae). De wetenschappelijke naam van het geslacht is voor het eerst geldig gepubliceerd in 1810 door Bonelli.

## Soorten
Het geslacht Agonum omvat de volgende soorten:
- Agonum abnormale Jedlicka, 1960
- Agonum adachii Morita, 2004
- Agonum aequatum (Jedlicka, 1936)
- Agonum aeruginosum Dejean, 1828
- Agonum affine Kirby, 1837
- Agonum afrum (Duftschmid, 1812)
- Agonum albicrus Dejean, 1828
- Agonum anchomenoides Randall, 1838
- Agonum angulum Morvan, 2006
- Agonum angustatum Dejean, 1828
- Agonum antennarium (Duftschmid, 1812)
- Agonum anthracinum Dejean, 1831
- Agonum apex Jedlicka, 1940
- Agonum ardoisi Puel, 1938
- Agonum arisanum (Jedlicka, 1940)
- Agonum atlantis Antoine, 1957
- Agonum atricomes (Bates, 1873)
- Agonum aurelius (Bates, 1883)
- Agonum azumai (Habu, 1973)
- Agonum basale LeConte, 1848
- Agonum belleri (Hatch, 1933)
- Agonum bellicum Lutshnik, 1934
- Agonum bicolor (Dejean, 1828)
- Agonum brevicolle Dejean, 1828
- Agonum bulgani Jedlicka, 1969
- Agonum canadense Goulet, 1969
- Agonum carbonarium Dejean, 1828
- Agonum causticum (Laferte-Senectere, 1853)
- Agonum chalcomum (Bates, 1873)
- Agonum chalconotum Menetries, 1832
- Agonum charillus Bates, 1883
- Agonum cheni (Morvan & Tian, 2001)
- Agonum chinense (Boheman, 1858)
- Agonum collare (Say, 1830)
- Agonum comatum Andrewes, 1923
- Agonum consimile Gyllenhal, 1810
- Agonum corvus (LeConte, 1860)
- Agonum crenistriatum (LeConte, 1863)
- Agonum crenulatum (LeConte, 1854)
- Agonum cupreum Dejean, 1831
- Agonum cupripenne (Say, 1823)
- Agonum cyanope (Bates, 1882)
- Agonum cyclifer (Bates, 1884)
- Agonum daimio (Bates, 1873)
- Agonum darlingtoni Lindroth, 1954
- Agonum deceptivum (LeConte, 1879)
- Agonum decorum Say, 1823
- Agonum deuvei Morvan, 1999
- Agonum deuveiellum (Morvan, 2006)
- Agonum dolens (C.R. Sahlberg, 1827)
- Agonum dorsostriatum Fairmaire, 1888
- Agonum dreuxi Jedlicka, 1968
- Agonum duftschmidi J. Schmidt, 1994
- Agonum elongatulum Dejean, 1828
- Agonum ericeti Panzer, 1809
- Agonum errans (Say, 1823)
- Agonum erythropus Fischer von Waldheim, 1829
- Agonum eurydamus Bates, 1883
- Agonum eurytarsis Chaudoir,
- Agonum exaratum Mannerheim, 1853
- Agonum excavatum Dejean, 1828
- Agonum extensicolle (Say, 1823)
- Agonum extimum Liebherr, 1986
- Agonum fallax (A. Morawitz, 1862)
- Agonum fallianum (Leng, 1918)
- Agonum ferreum Haldeman, 1843
- Agonum ferruginosum (Dejean, 1828)
- Agonum fidele Casey, 1920
- Agonum fossiger Dejean, 1828
- Agonum fulgidicolle Erichson, 1841
- Agonum fuliginosum Panzer, 1809
- Agonum galvestonicum (Casey, 1920)
- Agonum gerdmuelleri J. Schmidt, 1994
- Agonum gisellae Csiki, 1931
- Agonum gracile Sturm, 1824
- Agonum gracilipes (Duftschmid, 1812)
- Agonum graciloides Jedlicka, 1946
- Agonum gratiosum (Mannerheim, 1853)
- Agonum guangdonense (Morvan & Tian, 2001)
- Agonum harrisii LeConte, 1848
- Agonum hiranoi Habu, 1972
- Agonum hirashimai Habu, 1954
- Agonum humerosum (Semenov, 1889)
- Agonum hypocrita Apfelbeck, 1904
- Agonum illocatum (Walker, 1858)
- Agonum imitans (Notman, 1919)
- Agonum impressum (Panzer, 1796)
- Agonum iriomotense (Habu, 1973)
- Agonum ishidai Ohkuna & Shibata, 1963
- Agonum jankowskii Lafer, 1992
- Agonum japonicum Motschulsky, 1860
- Agonum jurecekianum Jedlicka, 1952
- Agonum kesharishresthae Morvan, 1999
- Agonum kurosonense Habu, 1957
- Agonum kyushuensis Habu, 1954
- Agonum ladakense Bates, 1878
- Agonum lampros (Bates, 1873)
- Agonum liebherri Schmidt, 2008
- Agonum limbaticolle Gemminger & Harold, 1868
- Agonum limbatum (Jedlicka, 1934)
- Agonum longicorne Chaudoir, 1846
- Agonum lugens (Duftschmid, 1812)
- Agonum lutulentum (LeConte, 1854)
- Agonum madagascariense (Chaudoir, 1843)
- Agonum mandli Jedlicka, 1933
- Agonum mantillerii Morvan, 2006
- Agonum marginatum (Linne, 1758)
- Agonum maruokai (Habu, 1973)
- Agonum melanarium Dejean, 1828
- Agonum menetriesii Faldermann, 1839
- Agonum mesostictum Bates, 1889
- Agonum metallescens (LeConte, 1854)
- Agonum micans (Nicolai, 1822)
- Agonum modestium (Bates, 1873)
- Agonum moerens Dejean, 1828
- Agonum monachum Duftschmid, 1812
- Agonum mongolicum Shilenkov, 1993
- Agonum muelleri Herbst, 1784
- Agonum muiri Liebherr, 1984
- Agonum munsteri Hellen, 1935
- Agonum mutatum (Gemminger and Harold, 1868)
- Agonum nanum Jedlicka, 1965
- Agonum nigriceps LeConte, 1848
- Agonum nigrum Dejean, 1828
- Agonum nipponicum Habu, 1972
- Agonum numidicum Lucas, 1846
- Agonum nutans (Say, 1823)
- Agonum octopunctatum (Fabricius, 1798)
- Agonum ogurae (Bates, 1883)
- Agonum pacificum Casey, 1920
- Agonum pallipes (Fabricius, 1787)
- Agonum palustre Goulet, 1969
- Agonum parextimum Liebherr, 1986
- Agonum patinale (Bates, 1882)
- Agonum pelidnum Herbst, 1784
- Agonum permoestum Puel, 1938
- Agonum persecretum Antoine, 1941
- Agonum piceolum (Leconte, 1879)
- Agonum piceum (Linne, 1758)
- Agonum picicornoides Lindroth, 1966
- Agonum placidum (Say, 1823)
- Agonum praetor Andrewes, 1930
- Agonum propinquum (Gemminger and Harold, 1868)
- Agonum pseudomoestum Schuler, 1963
- Agonum punctiforme (Say, 1823)
- Agonum quadrimaculatum (G. Horn, 1885)
- Agonum quadripustulatum Dejean, 1831
- Agonum retractum LeConte, 1848
- Agonum rigidulum (Casey, 1920)
- Agonum rotundicollis (Motschulsky, 1865)
- Agonum rougerieanum (Morvan, 2006)
- Agonum ruficorne Fischer von Waldheim, 1829
- Agonum rufipes Dejean, 1828
- Agonum rufotestaceum Jedlicka, 1960
- Agonum rugicolle Chaudoir, 1846
- Agonum sataensis Habu, 1954
- Agonum scintillans Boheman, 1858
- Agonum scitulum Dejean, 1828
- Agonum scotti Burgeon, 1937
- Agonum sculptipes Bates, 1883
- Agonum scutifer (Bates, 1878)
- Agonum semicupreum Fairmaire, 1887
- Agonum sexpunctatum (Linne, 1758)
- Agonum shibatai Ueno, 1964
- Agonum shibataianum (Habu, 1974)
- Agonum shirahatai Habu, 1954
- Agonum simile Kirby, 1837
- Agonum sordens Kirby, 1837
- Agonum sordidum Dejean, 1828
- Agonum speculator Harold, 1878
- Agonum stenuiti Morvan, 1998
- Agonum straeleni (Basilewsky, 1953)
- Agonum striatopunctatum Dejean, 1828
- Agonum suavissimum Bates, 1883
- Agonum subtruncatum (Motschulsky, 1860)
- Agonum sulcipenne (G. Horn, 1881)
- Agonum superioris Lindroth, 1966
- Agonum suturale Say, 1830
- Agonum sylphides (Habu, 1975)
- Agonum sylphis (Bates, 1873)
- Agonum temperei Aubry, 1974
- Agonum tenue (LeConte, 1854)
- Agonum teruyai (Habu, 1975)
- Agonum texanum (LeConte, 1878)
- Agonum thoracicum Fischer von Waldheim, 1829
- Agonum thoreyi Dejean, 1828
- Agonum tokarae (Habu, 1974)
- Agonum trigeminum Lindroth, 1954
- Agonum triimpressum (R.F. Sahlberg, 1844)
- Agonum tsushimanum Habu & Baba, 1959
- Agonum uenoi Habu, 1971
- Agonum variolatum (LeConte, 1851)
- Agonum versutum Sturm, 1824
- Agonum viduum Panzer, 1796
- Agonum viridicupreum Goeze, 1777
- Agonum yamatonis (Habu, 1975)